# Пакистан
Пакиста́н, повна назва — Ісла́мська Респу́бліка Пакиста́н (урду اِسْلامی جَُمْہُورِیَہ پاکستان‎ (вимова латиницею: Islāmī Jmhūrīyh Pkstān або Islāmī Jumhūriyah Pākistān), англ. Islamic Republic of Pakistan), країна на півдні Азії, що простягнулася від Гімалаїв до Аравійського моря, межує на заході з Іраном, північному заході з Афганістаном, північному сході з КНР, сході з Індією.

## Назва
Окрім прямого перекладу з офіційної мови деякі джерела стверджують, що назва країни має такі значення: «земля чистих», "чиста держава" та «країна чистих».
28 січня 1933 року паном Чодгарі Рахматом Алі, що був засновником «Пакистанського Національного Руху», у брошурі про заклик до визнання мусульманської громади в Індії, як окремої нації, що надалі стала відомою, як Пакистанська декларація, вперше було використано назву «Пакстан», що, вочевидь, є абревіатурою з літер п'яти провінцій Індії, про які йдеться у тексті: «Пенджаб, …(Aфганська провінція), Kашмір, Сінд, та Белуджистан…», одночасно з більш звучним аналогом вимови — «Пакистан», що надалі й стало назвою країни.
Відтак, назву Пакистан (спочатку як Пакстан (Pakstan)

) — було вигадано в 1933 році Чодгарі Рахматом Алі та опубліковано ним у так званій Пакистанській декларації. Вона уособлює прагнення «тридцяти мільйонів мусульман Пак[и]стану, що живуть у п'яти північних районах Індії  — Пенджаб, …(Aфганська провінція), Kашмір, Сінд, та Белуджистан…[щодо] визнання їх окремого національного статусу з відокремленням від решти Індії…».

## Географія
Пакистан простягається між 24 і 37 північними широтами і між 61 і 77 східною довготою та займає площу 803 940 км², що робить його дев'ятою за величиною країною в Азії, а включаючи спірну територію Азад Кашмір і північні райони Кашміру, країна охоплює 880254 км². Пакистан межує з чотирма незалежними країнами: Іраном на південному заході, Афганістаном на заході і півночі, Китаєм на північному сході і Індією на схід. З кожною з цих країн є прикордонні територіальні суперечки (від значних до незначних), тому загальна довжина кордонів 7056 км —величина узагальнена. На півдні Пакистан має 1046 кілометрів берегової лінії на Аравійському морі.

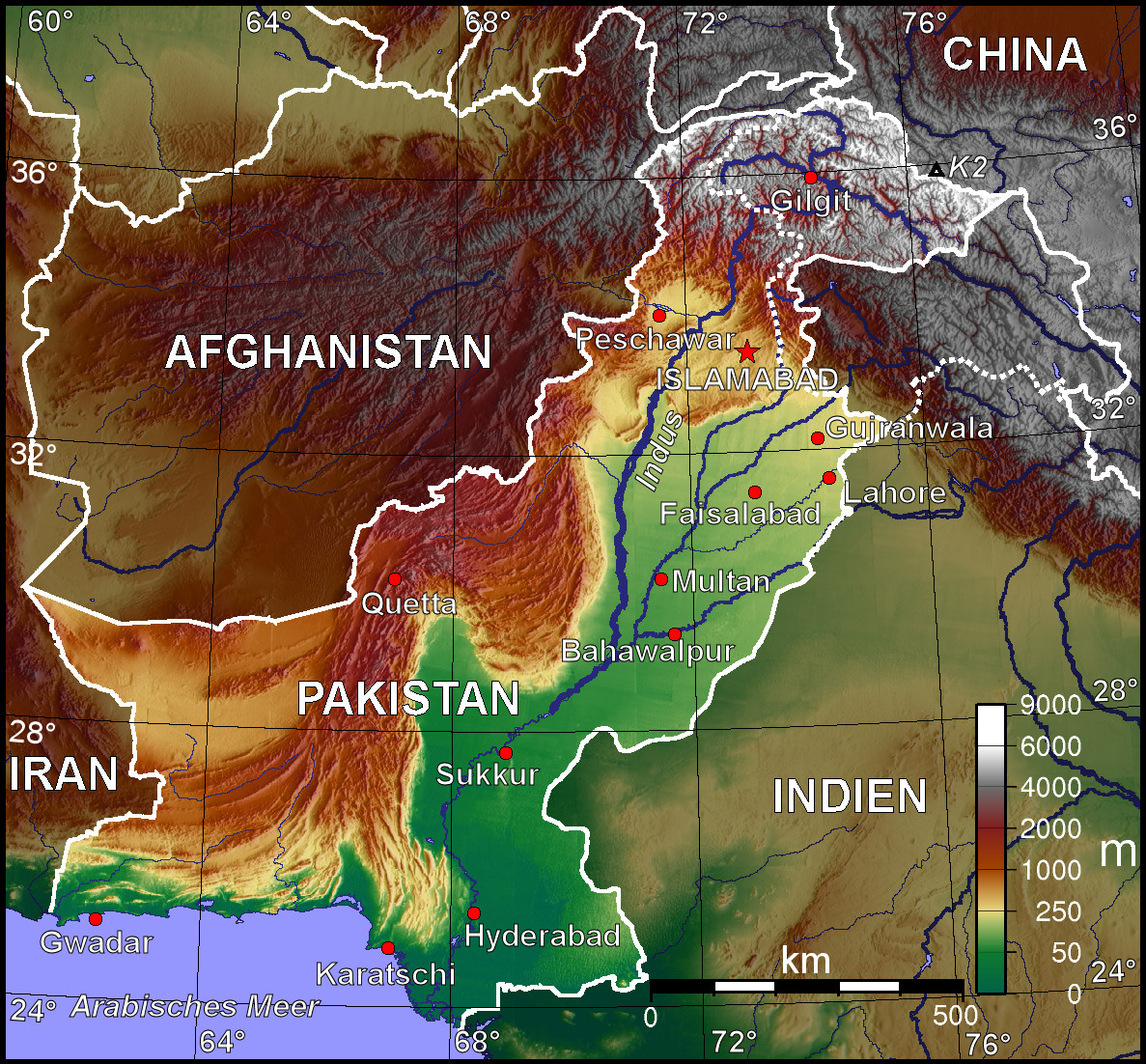
Топографічна карта Пакистану

На більшій частині країни — гори систем Гіндукушу, Гімалаїв, Іранського нагір'я.
На сході і південному сході країни — рівнина в басейні річки Інд, на півдні, північному сході та північному заході — відроги Гімалаїв та гори Гіндукушу (висота до 7690 м). На заході і південному заході — гори Сулейманові, Макран та нагір'я Белуджистан. Найвища точка Пакистану знаходиться в горах Каракорум — гора К2 (Годвін-Остін) (8611 м). Це друга вершина у світі після Евересту. Клімат мусонний, на більшій частині країни — тропічний, на північному заході — субтропічний. Основна річка — Інд з притокою Паджнад.
- Площа країни: всього — 880254 км ², суша — ???, вода — ????.
- Сухопутні кордони: всього — 7056 км.
- Прикордонні країни (їх межі): Іраном — 978 км, Афганістан — 2643 км, Китай — 523 км, Індія — 2912 км.
- Берегова лінія — 1046 кілометрів.
- Висота крайнощів: найнижча точка — Індійський океан 0 м, найвища точка — K2 (колишня назва Годвін-Остін) 8611 м.
- Землекористування: орна земля — 27 %, постійні зернові культури — 1 %, пасовища — 6 %, ліси і лісові масиви — 5 %, інші землі — 61 % (станом на 1998 рік).
- Зрошувані землі — 171 100 км².

### Рельєф країни
У межах Пакистану чітко виділяються три великі орографічні області — Індська рівнина (західна частина Індо-гангської рівнини), що її із заходу та півночі облямовують гори та височини, які належать до систем Іранського нагір'я і Гіндукушу з Гімалаями (утворилися в основному в епоху альпійського орогенезу). Індська рівнина виникла на місці великого передгірного крайового прогину.
Індська рівнина — одна з найбільших алювіальних рівнин тропічного поясу, що простягнулася від підніжжя Гімалаїв до Аравійського моря на 1200 км при ширині до 550 км. Ця рівнина виникла на місці великого передгірного крайового прогину і майже вся її територія розташована нижче 200 м та відрізняється одноманітним плоским рельєфом. В її межах розрізняють три частини: північну — Пенджаб (або П'ятиріччя), утворену Індом і його п'ятьма великими притоками, Сінд — середню і нижню течії Інду; та пустелю Тар, що знаходиться на схід від Сінду. На півночі рівнини наявні численні конуси виносу уламкового матеріалу, які порізані річками. У Сінді на межиріччях збереглися сліди давньої річкової мережі, що свідчать про більше обводнення рівнини в минулому. Дельта Інду утворена кількома діючими руслами, відмерлими естуаріями і серією стародавніх піщаних берегових валів. У пустелі Тар поширені дюни, бархани, піщані пасма в поєднанні з солончаками, такирами і солоними озерами у пониженнях. Абсолютна висота цього району від 100 до 200 метрів. З півдня пустеля обрамлена солончаковими низовинами Великого Качського Ранна, що заливається морськими припливами і під час випадання зливових опадів.
Гори Пакистану складають його другу географічну особливість, й являють собою молоді складчасті хребти, складені кристалічними сланцями, вапняками, пісковиками і конгломератами. Найбільш високі хребти розчленовані річковими долинами і ущелинами та увінчані сніговими шапками. На крайній півночі в межі Пакистану частково заходять осьові хребти Гіндукушу з вершиною Тірічмір (7690 м). На схід розташований хребет Хіндурадж, південно-західне закінчення якого відокремлено від прикордонного хребта Спінгар Хайберський проходом (1030 м) — найважливішим перевалом, який використовуються для сполучення між Пешаваром і Кабулом. На північному сході на територію Пакистану заходять західні відроги Гімалаїв. На півночі Пакистану між Індською рівниною і горами розташоване пісковикове плато Потвар з середніми висотами 300—500 м, оточене з півдня Соляні хребтом (висотою до 1500 м).
Територія Белуджистану становить його третю географічну особливість, вона охоплює всю Західну частину Пакистану, яку займають плато і гори, що являють собою південно-східне обрамлення Іранського нагір'я. Середні висоти цих гір зазвичай не перевищують 2000—2500 метрів, такі, як Сулейманові гори, що витягнулися в субмеридіональному напрямку і круто обриваються до долини річки Інд. Проте, на півночі цих гір є і більш високі окремі вершини (до 3452 м). Меридіональний хребет Кіртхар з крутими, зверненими до долини Інду схилами майже доходить до узбережжя Аравійського моря і знижується від 2440 м на півночі до 1220 м на півдні. Гори Макран, що складаються з декількох субпаралельних хребтів висотою до 2357 м, обрамляють з півдня плато Белуджистану. З півночі воно обрамоване прикордонними горами Чага, де є згаслі вулкани. Далі на північний схід простягається хребет Тобакакар (до 3149 м), у його західній частині розташований перевал Ходжак (Болан), через який проходить стратегічно важливий шлях з Кветти в Кандагар (Афганістан).

### Клімат країни

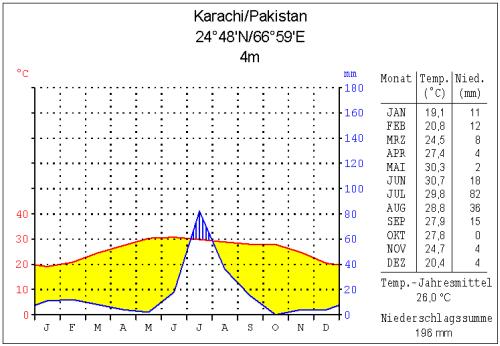
Кліматична діаграма Карачі

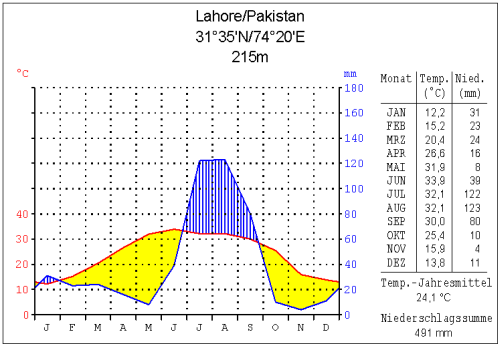
Кліматична діаграма Лахора

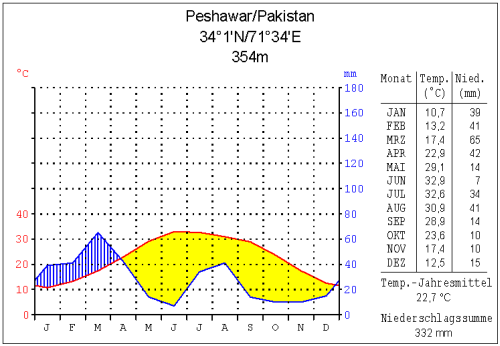
Кліматична діаграма Пешавара

Пакистан перебуває в помірній субтропічній кліматичній зоні, клімат в основному напівпосушливий, але на півдні країни він таки посушливий. Його особливості характеризуються спекотним літом і прохолодною або холодною зимою, та значними коливання між крайнощами температури в конкретному районі. Ці узагальнення не повинні приховувати явні відмінності, що існують між конкретними регіонами країни, оскільки, у прибережній зоні уздовж Аравійського моря, як правило, кліматичні умови — помірні та теплі, а замерзлі засніжені хребти Каракоруму та інших гір на Крайній Півночі Пакистану вирізняються холодним кліматом увесь рік, тому вони доступні тільки для альпіністів світового рівня лише на кілька тижнів у травні та червні щороку.
Пакистан має чотири сезонні пори року: прохолодна і суха зима триває з грудня по лютий; гаряча і суха весна триває з березня по травень; літо дощове, оскільки південно-західний мусон триває з червня по вересень; а восени період мусонів відступає у жовтні та листопаді. Початок і тривалість пір року, також різниться залежно від місця розташування території (північ чи південь країни).
У низинах, середня температура самого холодного місяця січня між 12 °C і 16 °C на півдні змінюються лише вздовж узбережжя, а середньомісячна температура взимку становить до 20 °C. У літні місяці з травня по вересень (за винятком територій на більших висотах) на всій території країни нестерпно спекотно. Середня температура, як правило, близько 30 °C, а в деяких місцях можна зафіксувати навіть граничну температуру в 50 °C. Розподіл опадів вкрай нерівномірний, в загальному, вони знижуються з півночі на південь. Достатню кількість опадів отримує тільки передгір'я Гімалаїв і крайня північ Пенджабу, де їх кількість становить 1000 мм на рік. Лахор же отримує лише близько 500 мм, а в південних штатах Пенджаб і Сінд, менше ніж 200 мм на рік. Дощі випадають майже виключно під час короткого південно-західного мусону у липні і серпні, а в іншу пори року сухо.
Екстремальна сухість переважає в Белуджистані, у західних гірських районах кількість опадів навіть не доходить до 100 мм на рік. Взимку часті морози, а середня температура січня лише 10 °C. Зате влітку, тут притаманні такі ж кліматичні умови, як на рівнині Інду. Лише у висотних районах, Белуджистану спостерігається температура набагато помірніша від рівнинних територій, зрештою, й вологий тут становить від 200 до 300 мм опадів на рік. Белуджистан отримує більшу частину своїх не частих опадів у зимовий період, а в літній мусон тут випадають лише залишки від південно-західного мусону, тоді як його західні райони, захищені горами, взагалі, без дощу цієї пори року.
Високогірні долини на крайній півночі Пакистану мають зовсім відмінні, від всієї країни, кліматичні умови. Температури в діапазоні мінус не рідкісні взимку протягом всього дня. Хоча літо тепле й помірне, але такої спеки, як на долині Інду не спостерігалося. Річна кількість опадів характерна для північних Гімалаїв, становить 1500 мм на рік і змінюється в меншу сторону з півночі на захід цих місцин.

### Геологія, ґрунти й корисні копалини країни
Пакистан у своїй геологічній будові перекриває як індійську та євразійські тектонічні плити. Де його провінції Сінд і Пенджаб лежать на північно-західній частині Індійської платформи, а Белуджистан і більша частина Північно-Західної прикордонної провінції знаходяться в межах Євразійської плити. Північні райони і провінція Азад Кашмір лежать в основному в Центральній Азії по краю Індійської плити і тому схильні до проявів руйнівних землетрусів, спричинених стиканням двох тектонічних плит.

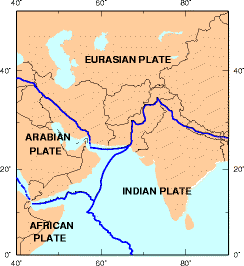
Тектонічна карта Пакистану

Більшість території Пакистану охоплює північно-західну околицю Індійської (Індостанської) платформи та частину Середземноморського складчастого поясу. На платформі лежить східна низовинна частина країни (рівнина Інду), перекрита антропогеновими відкладами. Породи осадового чохла — палеозой, мезозой і палеоген — розкриваються тільки у Соляному хребті.
До складчастого поясу належать гірські системи західної і північної частини країни — Іранське нагір'я, Гіндукуш, Гімалаї.
У західній частині — Белуджистані, що являє частину Альпійської геосинклінальної області, виділяють декілька зон зі сходу на захід: міогеосиклінальна (карбонатні відклади крейди та палеогену), евгеосинклінальна (тріас — юрські вапняки та гіпсові породи офіолітової серії крейди), зона палеоген-міоценового флішу та зона вулканітів і гранітоїдів крейди та палеогену. Складчаста область північної частини країни складена гнейсами, кристалічними сланцями і гранітами докембрію. Вздовж її північно-західного краю простягається зона флішоїдних та вулканогенних відкладів палеозою і мезозою з інтрузіями гранітів. Складчаста область обрамлена прогинами, виповненими неогеновими моласами.
Найважливіші родовища корисних копалин пов'язані з осадовими комплексами околиць платформи і складчастої області. Пакистан має розвідані запаси різних корисних копалин: нафти, вугілля, природного газу, бокситів, бариту, золота, міді, залізних руд, флюориту, марганцю, стибію, поліметалічних руд, целестину, сірки, кам'яної солі, гіпсу, магнезиту, вапняків, глин та інших копалин (меншою мірою).
У Пакистані широко представлене ґрунтове різноманіття. На Індській рівнині широко поширені родючі алювіальні ґрунти в річкових долинах і напівпустельні сіроземи на межиріччях. У гірських районах послідовно знизу вгору змінюються каштанові, бурі лісові, субальпійські та альпійські гірські лукові і луково-степові ґрунти. У міжгірських пониженнях Белуджистану поширені піщані пустельні ґрунти і солончаки, на півдні Сінда — солончаки, а в межах пустелі Тар — безплідні піски.

### Гідрологія країни
Основною особливістю гідрології країни є річка Інд, головна артерія всієї території Пакистану.
Назва Інд походить від «Сіндгі» — санскритського слова, що означало ще й «океан» (з якого також похідними йдуть Сінд, індус та Індія). Інд є однієї з світових великих річок, бере початок у південно-західному Тибеті лише близько 160 км на захід від його притоки Сатледжу бере свій початок річка Брахмапутра. Площа водозбору річки Інд становить майже 1 мільйон квадратних кілометрів, а всі великі річки Пакистану — Кабул (Kabul), Джгелюм (Jhelum), Ченаб (Chenab), Раві (Ravi)і Сатледж (Sutlej) — впадають у нього. Завдяки такому розлогому басейну річки, сформувалися родючі рівнини наповнені мулом, який несе в своїх водах річка Інд. Саме тому, ця область була заселена сільськогосподарськими цивілізаціями, принаймні 5000 років тому.
Верхній басейн річки Інд включає провінцію Пенджаб, у нижній басейн річки Інд починається умовно на річці Панджнад (Panjnad) (злиття східних приток Інду) і простягається на південь до узбережжя. У Пенджабі (що означає в народі «земля на п'яти водах») течуть Інд, Джгелюм, Ченаб, Раві і Сатледж, але остання, в основному протікає на індійській стороні кордону. У південній частині провінції Пенджаб, британці спробували використати водні ресурси для зрошення ще в колоніальний період, тому вони втілили проєкт, який згодом дістав назву Канал Колоній (Canal Colonies). Іригаційні проєкти, сприяли виникненню інтенсивного господарювання, незважаючи на посушливі умови, і призвело до важливих соціальних і політичних перетворень у країні.
Пакистан має дві великі греблі: гребля Тарбела (Tarbela Dam) на річці Інд, недалеко від ранніх буддійських поселень Таксіла і гребля Манґла (Mangla) на річищі Джгелюм у Пенджабі, поблизу кордону з Азад Кашмір побудована в рамках проєкту (Indus Basin Project) по впорядкуванню використання басейну річки Інд. Васак дамба (Warsak) побудована на річці Кабул поблизу Пешавара набагато менша. Ці дамби, разом з серією каналів і гребель побудованих ще британськими колонізаторами і розширеними уже після здобуття Незалежності, мають життєво важливе значення для національної економіки і відіграють важливу роль в заспокоєнню та нормалізації водних ресурсів у повеневий період (приміром, внаслідок повені 1992 року, було спустошено значні площі в північній гірській місцевості і рівнини Пенджабу, чого у XXI столітті вже не зустрічається).

### Флора і фауна країни
У північних районах Пакистану в горах пролягають хвойні й широколисті ліси та альпійські луки. Західні гори покриті середземноморськими лісами. У Пенджабі рослинність має характер трав'янисто-чагарникової напівпустелі. Дельту Інду і узбережжя Аравійського моря покривають мангрові ліси з болотами.

## Історія
Земля Пакистану полита кров'ю і потом різних народів та племен, тут зачинали й розвивалися численні світові цивілізації, тому історія цих земель давня й багатогранна.

### Стародавній період

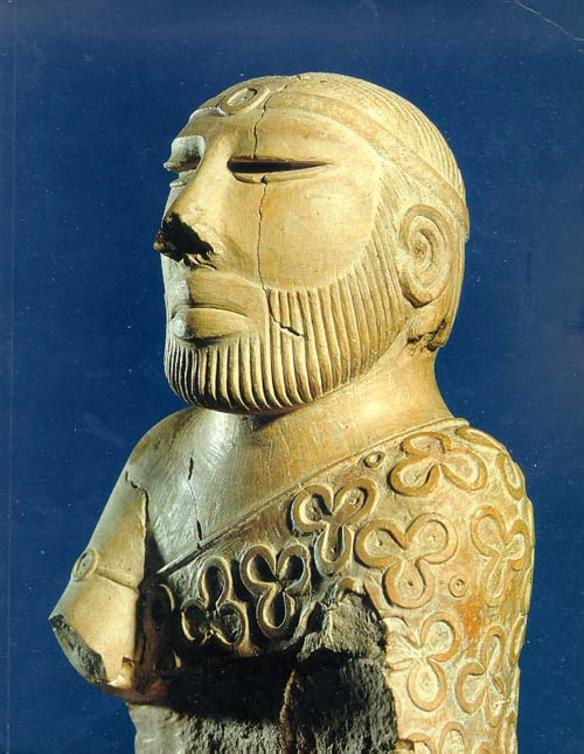
Статуетка жерця з Мохенджо-Даро

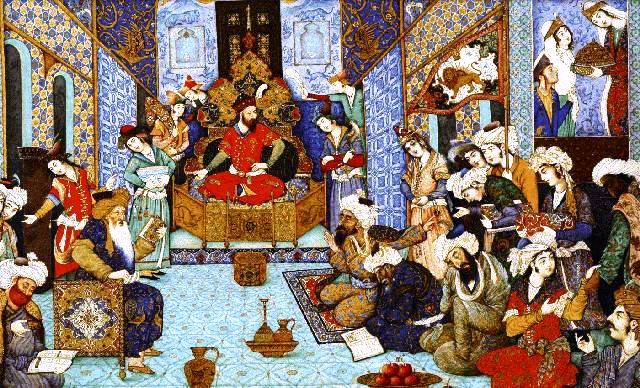
Зображеннясултана Махмуда Газневі при його дворі

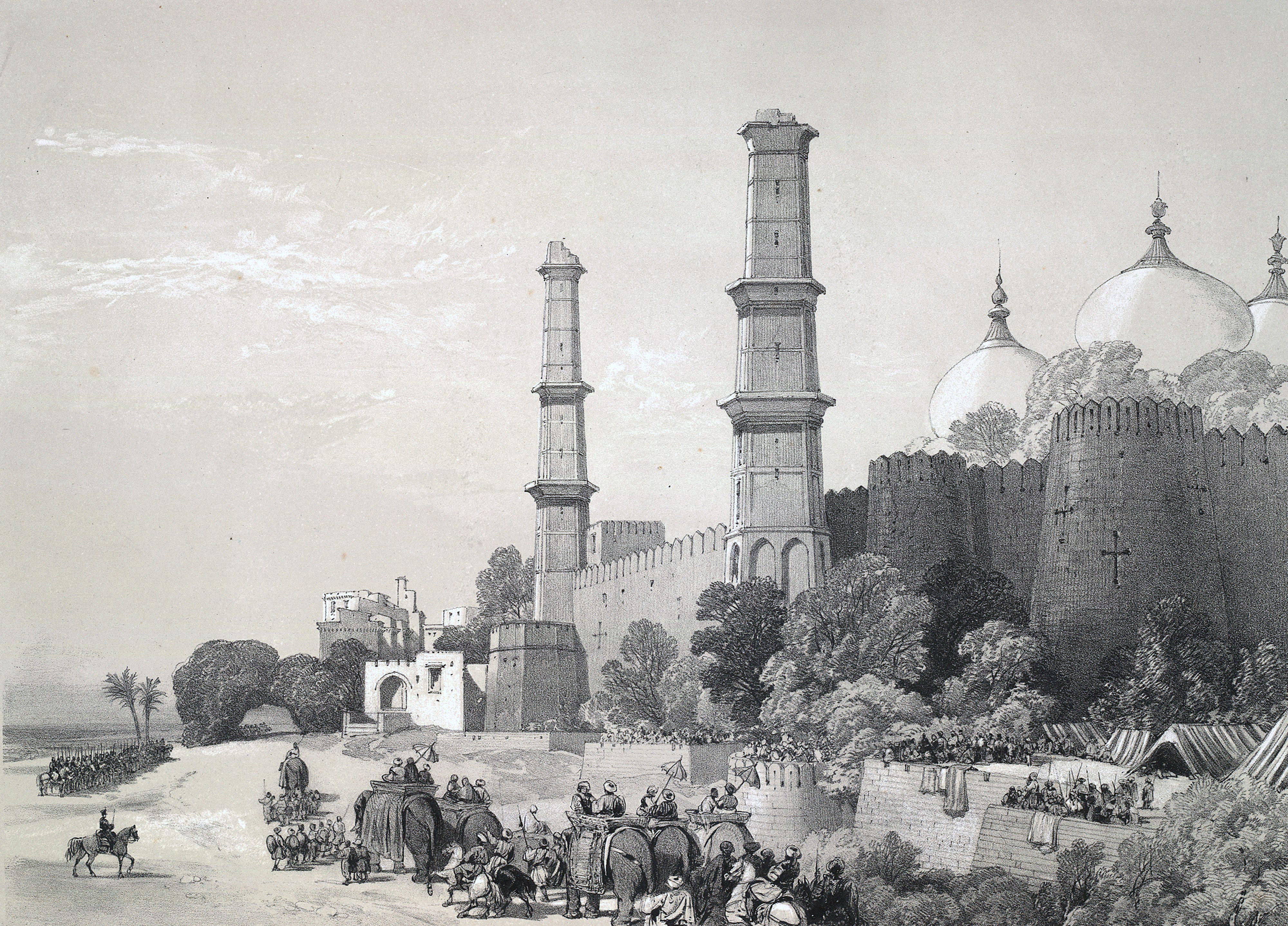
Мечеть Бадшахі з ушкодженими мінаретами під час Сикхського правління

У III—II тисячоліттях до н. е. на території Пакистану був центр однієї з найдавніших цивілізацій в історії людства — Хараппської. У II тис. до н. е. територію Пакистану заселили арії. В результаті походів Олександра Македонського на західноіндійські князівства (такі, як Таксила) впливає культура еллінізму. Утворюється потужне Кушанське царство — перший осередок поширення буддизму.
З VIII столітті починається поширення ісламу. У середньовіччі утворюються великі мусульманські держави на чолі з Газневидами і Гуридами. У XIII столітті територія входить до складу Монгольської імперії. Після розпаду Монгольської імперії територія входить до імперії Тимуридів, яка розпадається на кілька держав. Бабур, один із представників династії Тимуридів у XVI столітті заснував імперію Великих Моголів. Після розпаду якої в XVIII столітті відбувається підйом сикхского націоналізму в Синді, Белуджистані, Пенджабі.

### Колоніальний період
У XIX столітті територія сучасного Пакистану була захоплена англійськими військами і включена до складу Британської Індії.
Одним із духовних засновників держави був поет Мухаммад Ікбал, голова мусульманської Ліги, організації лідерів сепаратистських тенденцій. Саме Ікбал запропонував у 1930 році створити незалежну мусульманську державу, до якої б увійшли Пенджаб, Синд, Північно-Західна прикордонна провінція (ПЗПП) і Белуджистан. Назву для держави ще в 1933 році запропонував студент-мусульманин Чаудхурі Рахмат Алі, який навчався в Кембриджі. Пакистан дослівно означає «країна чистих», це акронім: «П» — від Пенджабу, «А» — від афганців з кордону (тобто пуштунів ПЗПП), «К» — від Кашміру, «С» — від Сінду, а «тан» — від Белуджистану. 24 березня 1940 року в Лахорі була прийнята історична Лахорська резолюція, яка проголошувала принципи існування мусульманської громади в незалежній державі.

### Сучасний період
У 1947 році при розділі Британської Індії завдяки зусиллям Мусульманської ліги утворилася держава Пакистан, до якої увійшли північно-східні та північно-західні райони Індостану переважно з мусульманським населенням. Першим генерал-губернатором Пакистану як самостійної адміністративної одиниці був Мухаммед Алі Джинна, першим прем'єр-міністром країни — Ліакат Алі Хан. У 1958 році у країні стався перший військовий переворот, до влади прийшов генерал Аюб Хан.
У 1965 і 1971 роках Пакистан вів війни з Індією. У 1971 році Східний Пакистан стає незалежною державою Бангладеш. 1977 року стався військовий переворот. У цей період Пакистан виступав на боці США і підтримував моджахедів (душманів), які вели антиурядову війну в сусідньому Афганістані. У Пакистані розташовувалися тренувальні табори моджахедів. Після загибелі президента Зія-уль-Хака в авіаційній катастрофі 17 серпня 1988, до влади прийшов голова сенату Гулам Ісхак Хан.
Виконувач обов'язків президента Гулам Ісхак Хан призначив нові вибори до парламенту, на яких Пакистанська народна партія отримала відносну більшість. Прем'єром країни стала Беназір Бхутто. Новий уряд повернув демократичні права та свободи та скасував надзвичайний стан. Проте ситуація в країні продовжувала погіршуватися, раз по раз спалахували озброєні зіткнення в Синді. У серпні 1990 року уряд Бхутто була відправлена у відставку.
Після виборів новим прем'єром став Наваз Шариф.
У 1990-ті роки відбувається розвиток ядерної програми Пакистану під керівництвом Абдул Кадир Хана, що стало причиною введення США санкцій проти Пакистану. У 1999 році стався Військовий переворот у Пакистані (1999), до влади прийшов генерал Первез Мушарраф.
З початку 2000-х років північно-західний регіон Пакистану Вазиристан є оплотом руху Талібан. 2004 року таліби захопили фактичну владу в регіоні.
Після 11 вересня 2001 року Пакистан офіційно припинив підтримку режиму талібів та підтримав втручання США проти талібів.
18 лютого 2008 року в Пакистані відбулися загальні вибори, які через вбивство Беназір Бхутто було перенесено на 8 січня 2008 року. На виборах Пакистанська народна партія отримала більшість голосів та сформувала альянс із Пакистанською мусульманською лігою. 18 серпня 2008 року Первез Мушарраф пішов з посади президента Пакистану в умовах загрози імпічменту. У ході президентських виборів, які відбулися після цього, кандидат Пакистанської народної партії Асіф Алі Зардарі здобув перемогу і став президентом Пакистану.

## Адміністративний поділ Пакистану
Пакистан — федерація чотирьох провінцій, території федеральної столиці та адміністративних районів-територій племінних груп. Крім того, уряд Пакистану фактично взяв під свою юрисдикцію західну частину спірного регіону Кашмір, організованою як два окремі політичні утворення (Азад Кашмір і Північні території).
Провінції:
1. Белуджистан (Balochistan)
2. Північно-Західна прикордонна провінція (North-West Frontier Province (NWFP))
3. Пенджаб (Punjab)
4. Сінд (Sindh)
Території:
5. Столична територія (Islamabad Capital Territory (IST))
6. Федерально керовані племінні території (Federally Administered Tribal Areas (FATA))
7. Азад Джамму і Кашмір (або просто Азад Кашмір) (Azad Jammu and Kashmir (or simply Azad Kashmir))
8. Гілгіт-Балтистан (Gilgit-Baltistan, Північні території)
Третій рівень урядового адміністрування складається з 26 округів, що й собі розподілялися ще на два поверхи адміністрацій — районні й тешілс (tehsils), що прямо підпорядковувалися провінційним структурам.
Через адміністративну реформу в 2001 році округи були скасовані й почала діяти нова трирівнева система місцевого самоврядування в складі районів, тешілс і сільських спілок, з виборним органом на кожному рівні. У Пакистані налічується 107 районів. Кожний з них складається з кількох тешілс і сільських спілок.

## Економіка

### Промисловість
Пакистан — аграрна країна з промисловістю, що розвивається. Основні галузі промисловості: металообробна, машинобудівна, хімічна та нафтохімічна, харчова, текстильна, кустарні промисли.
За даними індексу економічної свободи. ВВП становить $67,2 млрд. Темп зростання ВВП — 3,3 %. ВВП на душу населення — $511.
Імпорт 1997 року (нафта і нафтопродукти, промислова сировина і обладнання, олія, чай, хімікати, добрива) — $11,4 млрд. (головним чином США — 11,2 %; Японія — 7,8 %; Малайзія — 7,1 %; Саудівська Аравія — 6,7 %; ОАЕ — 6,6 %).
Експорт (бавовна, рис, риба і рибопродукти, бавовняні тканини, спортивні товари, килими, шкіра і шкіргалантерея, одяг) — $10 млрд. (головним чином США — 20,5 %; Гонконг — 7,1 %; Велика Британія — 6,9 %; Німеччина — 6,3 %; ОАЕ — 5,1 %).

### Сільське господарство
Основні природні ресурси Пакистану — орна земля і вода. Приблизно 25 % землі обробляється й зрошується однією з найбільших іригаційних систем у світі. Аграрний сектор становить 23 % ВВП, задіяно 44 % робочої сили країни.
Рослинництво
Головна культура країни — пшениця (Пенджаб). 2005 року Пакистан виростив 21 591,4 тис.тонн пшениці, це більше ніж вся Африка (20 304,5 тис.тонн) і майже стільки, скільки вся Південна Америка (24 557,8 тис.тонн). Пакистан — один з найбільших у світі виробників і постачальників наступних культур:
- Нуту (2-й показник у світі)
- абрикос (4-й у світі)
- бавовни (4-й)
- цукрової тростини (4-й)
- цибулі (5-й)
- фініків (6-й)
- манго (7-й)
- мандаринів (8-й)
- рису (8-й)
- пшениці (9-й)
- апельсинів (10-й показник у світі)

Скотарство
Пакистан — 5-й у світі виробник і постачальник молока — 29,472 млн тонн. Скотарство привносить приблизно половину цінності в аграрному секторі, складаючи майже 11 % ВВП. Національне стадо складається з 24,2 млн голів рогатої худоби, 24,9 млн голів овець, 56,7 млн голів кіз і 800 тис. верблюдів. Сектор свійської птиці становить 530 млн птахів на рік. Воно дає щорічно 1,115 млн тонн яловичини, 0,740 млн тонн баранини, 0,416 млн тонн м'яса свійської птиці, 8,528 млрд яєць, 40,2 тис. тонн шерсті, 21,5 тис. тонн волосся і 51,2 млн шкір.

### Транспорт
Транспорт автомобільний, залізничний, морський. Основні порти: Карачі, Касім. Розвивається повітряний транспорт. Функціонує пакистанська авіакомпанія. Карачі — великий аеропорт міжнародного значення.

## Космічна програма Пакистану
8 травня 2024 року невеликий пакистанський супутник ICUBE-Q, який був створений спільно вченими Пакистанського інституту космічних технологій і Шанхайського університету, був запущений у космічний простір у складі китайської місії «Чан'є-6». Згідно повідомлення, супутник ICUBE-Q, який важить лише 7 кг, був успішно виведений на орбіту Місяця і розпочав свою роботу. Після відокремлення на місячній орбіті від китайського космічного апарата, супутник виконав знімки Сонця і Місяця, а також зібрав дані про магнітне поле. Однак йому не вдалося зробити всі заплановані знімки.

## Екологія
Пакистан входить до десятки країн світу, які є найбільшими емітентами метану. У другій половині 2021 року, на кліматичний саміт у Глазго, країна підписала декларацію про скорочення викидів метану. Відповідно до якої до 2030 року, країна зобов'язана зменшити викиди метану на 30 %.

## Демографія Пакистану
З 1951 по 2017 рік населення Пакистану зросло більш ніж у шість разів, з 33,7 до 207,7 мільйона. У період з 1998 по 2017 рік середньорічний приріст населення становив +2,40 %.

### Етнічний склад країни
Відповідно до національного перепису Пакистану 2017 року, найбільшими етнолінгвістичними групами країни були пенджабці (38,8 % від загальної кількості населення), пуштуни (18,2 %), синдці (14,6 %), сараїкі (12,19 %), мухаджири (7,08 %) і белуджі (3,02 %).

### Мови в країні
Мови: урду, англійська

### Релігія в країні
Пакистан є другою (після Індонезії) країною в світі за чисельністю мусульманського населення і другий за чисельністю мусульман-сунітів. 96 % населення є мусульманами, в тому числі 91 % — суніти і 5 % — шиїти.[джерело?]
Державною релігією Пакистану є іслам сунітського напряму.

## Спорт Пакистану

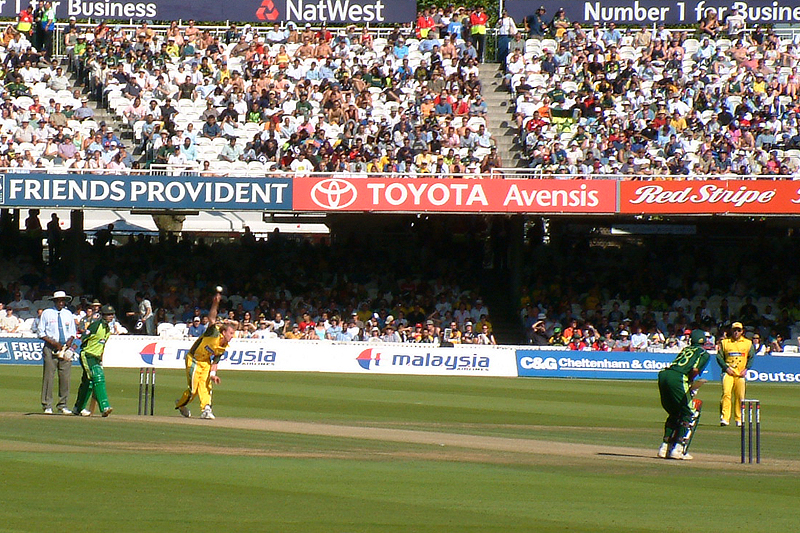
Крикет у Пакистані

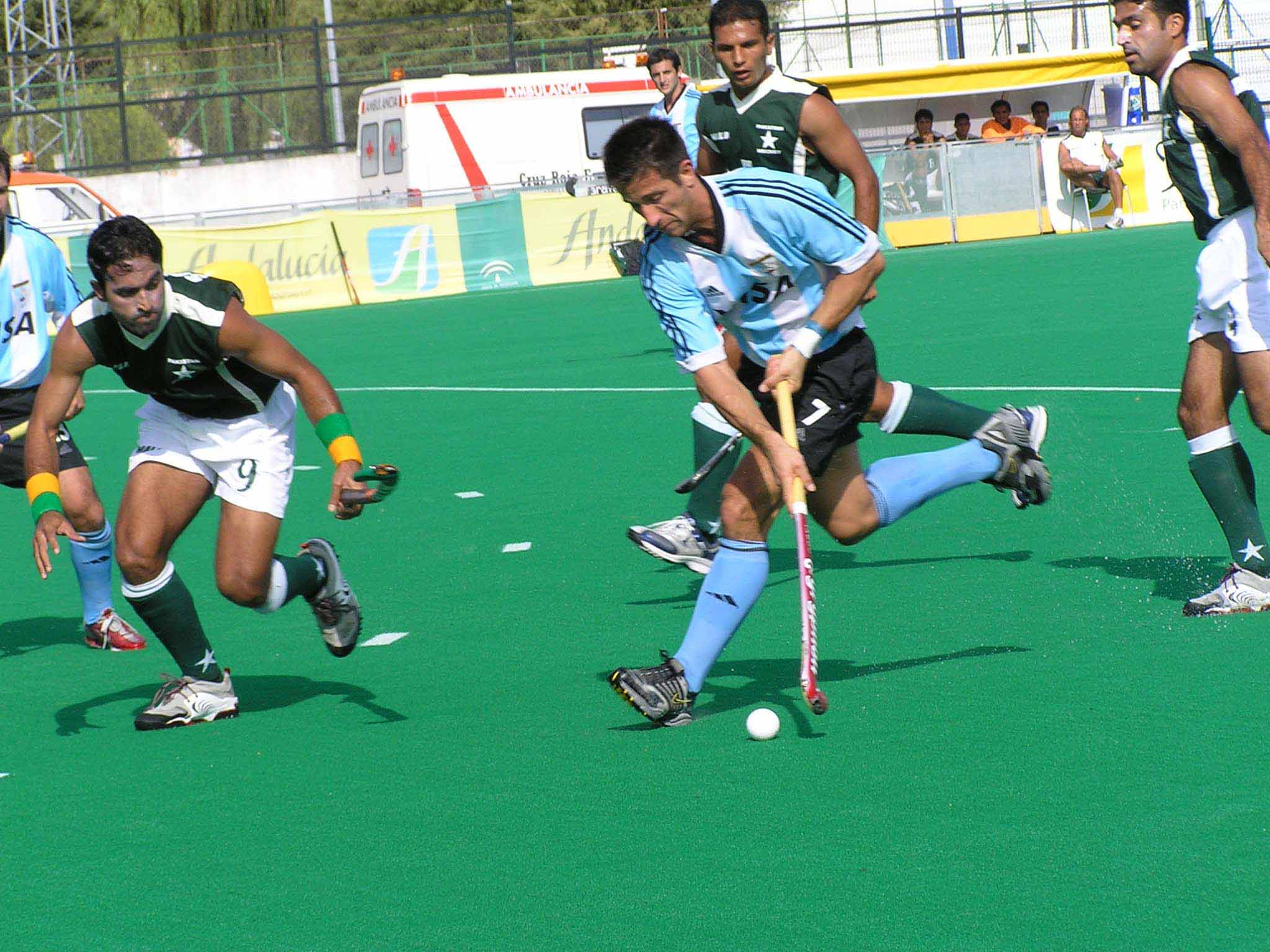
Найуспішніша спортивна команда Пакистану

Для спортменів Пакистану притаманні всі ознаки південноазійського спортивного руху, вони віддають перевагу командним видам спорту та єдиноборствам з конкретно визначеною гендерною перевагою чоловічих видів над жіночими (які лише в зародковому стані). Більшість спортивних змагань беруть свої початки з колоніального англійського періоду, тому вони чітко йдуть у фарватері спортивних прихильностей країн англійської співдружності.
Один з двох найпопулярніших видів спорту — крикет. Національна команда Пакистану з крикету виграла Кубок світу з крикету (Cricket World Cup) у 1992 році, і посіла друге місце в 1999 році, та двічі була організатором цього турніру — у 1987 і 1996 роках. Пакистан посідав друге місце у світовій першості 2007 року в «ICC World Twenty20», що відбувся у Південній Африці і є переможцем у 2009 році в «ICC World Twenty20», який відбувся в Англії.
Хокей на траві, ще один вид спорту номер 1 у країні і найуспішніший для пакистанських спортсменів. Національна команда Пакистану з хокей на траві була найуспішнішою на Олімпіадах, здобувши три золоті медалі — 1960, 1968 і 1984 роках. Ця ж, чоловіча дружина з Пакистану, також, вигравала Кубок світу з хокею на трав, аж чотири рази — 1971, 1978, 1982, 1994 роках.
Сквош доволі популярний серед пакистанців, які досягають у ньому значного успіху, а такі гравці, як Джахангір Хан (Jahangir Khan) і Хан Джаншер (Jansher Khan) вигравали Відкритий чемпіонат світу зі сквошу по кілька разів, протягом своєї кар'єри та перемагали в інших представницьких турнірах. Асоціація Автоспорту Пакистану є членом Міжнародної федерації автомобілістів. А Ралі Свободи (Freedom Rally) є міжнародними й популярними щорічними перегонами позашляховиків, яка приурочена святкуванню Незалежності Пакистану. Спелеотуризм є популярним екстремальним видом спорту, а Пакистан є країною-членом Міжнародного Союзу Спелеологів. У Пакистані також проходить кваліфікація для Кубку Світу з гольфу (Golf World Cup) вперше було проведено її 2009 році.
На світовому міжнародному рівні пакистанські спортсмени беруть постійну участь у змаганнях на літніх Олімпійських іграх і найбільш успішно — у хокей на траві, боксі, легкої атлетики, плаванні і стрільбі. Хоча в цих, найпрестижніших світових форумах, здобутки Олімпійської спортивної команди Пакистану не значні, як і раніше, це 10 медалей — 3 золоті, 3 срібні і 4 бронзові (більшість здобута чоловічою командою хокеїстів на траві), а от на Іграх Співдружності і Азійських іграх результати набагато кращі — 61 медаль і 182 медалі відповідно.

## Нотатки
1. ↑  урду اِسْلامی جَُمْہُورِیَہ پاکستان[1][2][3][4][5][6][7] (вимова латиницею:
Islāmī Jmhūrīyh Pkstān[8] або Islāmī Jumhūriyah Pākistān[9]) — Ісламська Республіка Пакистан[10], англ. Islamic Republic of Pakistan[11]
2. ↑  урду اَیمان، اِتِّحاد، نَظم[джерело не вказане 1792 дні] (вимова латиницею: Īmān, Ittihād, Nazam[джерело не вказане 1792 дні]) — Віра, Єдність, Дисципліна[12]
англ. Faith, Unity, Discipline[12]
3. ↑  урду قَومی تَرانَہ
[13] (вимова латиницею: Qaumī Tarānah[джерело не вказане 1792 дні]) — Національний гімн[13]
4. 1 2  (урду پاکستان[6][7] [paːkɪst̪aːn̪] ( прослухати) — існує думка, що назву країни можна перекласти, розділивши її на два слова:урду پاک[14] та урду سِتان[15], відтак отримавши наступне: «чисте(від забруднення)/порожнє/убезпечене(від чогось поганого)/невинне/недоторкане/праведне/благочестиве/поважне місце»[14][15] або «чиста земля»[16], англ. Pakistan[6][7][11] i[ˈpækɪstæn], i[ˈpɑːkɪstɑːn], [ˌpækɪˈstæn], [ˌpɑːkɪˈstɑːn], існують й інші тлумачення